# Peter Luff
Peter James Luff (né le 18 février 1955) est président du National Heritage Memorial Fund et du National Lottery Heritage Fund. Ancien homme politique du Parti conservateur britannique, il est député de Mid Worcestershire de 1997 à 2015 et de Worcester de 1992 à 1997. Il est ministre de la Défense de 2010 à 2012. 

## Jeunesse
Peter Luff est né dans la ville de Windsor dans le Berkshire et fréquente la Windsor Grammar School (maintenant la Windsor Boys 'School). Il étudie au Corpus Christi College, Cambridge, où il obtient un baccalauréat ès arts (BA) en économie en 1976. 
Avant d'entrer au Parlement, il travaille pendant trois ans à partir de 1977 en tant qu'assistant de recherche du député conservateur Peter Walker, avant de diriger le cabinet privé d'Edward Heath pendant deux ans à partir de 1980. Il devient directeur général de Good Relations Ltd, une société d'affaires publiques, en 1982. 
En 1987, il devient conseiller spécial du secrétaire d'État au Commerce et à l'Industrie, David Young (baron Young de Graffham). Il devient consultant senior pour Lowe Bell Communications (plus tard Bell Pottinger Communications) en 1989, avant de travailler à nouveau pour Good Relations à partir de 1990. 

## Carrière parlementaire
Il se présente à Holborn et St Pancras aux élections générales de 1987, mais est largement battu par le député travailliste sortant, Frank Dobson. Il est élu pour la première fois au Parlement pour Worcester, lorsqu'il succède à son ancien patron, Peter Walker. 
À la suite de changements dans les limites de la circonscription parlementaire, il est sélectionné en 1992 pour la nouvelle circonscription du Mid Worcestershire, comprenant de vastes zones de trois anciennes circonscriptions, battant un autre député conservateur en exercice, Eric Forth, pour la nomination. Il remporte le siège confortablement le conserve jusqu'en 2015. 
Il est nommé secrétaire parlementaire privé (PPS) en 1993 auprès du ministre de l'énergie Tim Eggar et, à partir de 1996, il est PPS à la fois pour Ann Widdecombe, ministre des prisons du ministère de l'Intérieur et pour Lord Mackay, Lord grand chancelier. Il occupe ces deux postes simultanément jusqu'à la défaite du gouvernement conservateur aux élections générales de 1997. 
Il siège à de nombreux comités parlementaires spéciaux, et est président du comité de l'agriculture de 1997 à 2000, et de 2005 à 2010, il préside ce qui a été successivement connu sous le nom de comité du commerce et de l'industrie ; le Comité de sélection des entreprises et des entreprises ; et le Comité de sélection des entreprises, de l'innovation et des compétences. 
Il est le membre fondateur du Groupe de la Chasse Parlementaire avec Hounds Middle Way et s'intéresse à l'Inde. Au sein de la Coalition conservatrice-libérale démocrate de mai 2010, Luff est nommé ministre junior de la Défense au ministère de la Défense, avec le poste de ministre de l'équipement, du soutien et de la technologie de la défense. 
Avant les élections générales de 2015, il renonce à être candidat. Il est fait chevalier dans les honneurs du Nouvel An 2014 pour la fonction politique et publique. Il rejoint le National Heritage Memorial Fund et le National Lottery Heritage Fund en tant que président du conseil d'administration le 30 mars 2015. 
Il épouse Julia Jenks en 1982. ils ont un fils et une fille. 